# Marpissa singhi
Marpissa singhi là một loài nhện trong họ Salticidae.
Loài này thuộc chi Marpissa. Marpissa singhi được Monga, Singh & Sadana miêu tả năm 1989.